# Augusto Ruspoli
Augusto Ruspoli (Roma, 6 giugno 1817 – Roma, 2 luglio 1882) è stato un principe e politico italiano.

## Biografia
Augusto Ruspoli nacque a Roma nel giugno del 1817, figlio ultimogenito di Alessandro Ruspoli, IV principe di Cerveteri e di sua moglie, Marianna Esterházy de Galántha, figlia del conte Giovanni Nepomuceno. Era quindi fratello di Giovanni Nepomuceno Ruspoli, V principe di Cerveteri.
A differenza degli altri membri della sua famiglia, profondamente radicati nei legami con lo Stato Pontificio, Augusto sin da giovane manifestò un'indole di rivolta verso i vecchi costumi, guardando ad ideali decisamente più liberali. Costretto all'esilio, si portò a vivere in Piemonte ove intrattenne stretti rapporti di amicizia con Cavour il quale gli affidò diverse missioni segrete come ad esempio il tentativo di sollevazione dei magnati ungheresi (tramite l'influenza di sua madre e di sua moglie) contro il governo austriaco nel 1866 nel tentativo di spalleggiare il governo del neonato stato italiano.
Rientrò a Roma subito dopo la breccia di Porta Pia e si pose da subito al servizio del nuovo governo della città, sostituendo dapprima il cugino Emanuele Ruspoli nel 4° collegio di Roma presso la Camera dei Deputati e poi divenendo egli stesso deputato nel corso della XIV legislatura, schierandosi con la destra storica. Fu inoltre consigliere della provincia di Roma.
Morì a Roma il 2 luglio 1882.

## Matrimonio e figli
Augusto sposò a Presburgo, il 6 giugno 1846 la cugina di primo grado la contessa Agnes Esterházy de Galántha. Da questa unione nacquero i seguenti figli:
- Galeazzo (1847-1927)
- Alfonso (1849-1885)
- Mario (1855-1888), sposò Costanza Boncompagni Ludovisi Ottoboni

## Albero genealogico
|                                              |                                 |                                                                                       | Genitori                                                                 |  |  | Nonni |  |  | Bisnonni                                     |  |  | Trisnonni                                                   |  |
|                                              |                                 |                                                                                       |                                                                          |  |  |       |  |  | Alessandro Ruspoli, II principe di Cerveteri |  |  | Francesco Maria Marescotti Ruspoli, I principe di Cerveteri |  |
|                                              |                                 |                                                                                       |                                                                          |  |  |       |  |  | Alessandro Ruspoli, II principe di Cerveteri |  |  | Francesco Maria Marescotti Ruspoli, I principe di Cerveteri |  |
|                                              |                                 | Isabella Cesi                                                                         |                                                                          |  |  |       |  |  | Alessandro Ruspoli, II principe di Cerveteri |  |  |                                                             |  |
| Francesco Ruspoli, III principe di Cerveteri |                                 |                                                                                       |                                                                          |  |  |       |  |  | Alessandro Ruspoli, II principe di Cerveteri |  |  |                                                             |  |
|                                              |                                 | Prudenzia Marescotti Capizzucchi                                                      | Mario Marescotti Capizzucchi                                             |  |  |       |  |  |                                              |  |  |                                                             |  |
|                                              |                                 | Prudenzia Marescotti Capizzucchi                                                      | Mario Marescotti Capizzucchi                                             |  |  |       |  |  |                                              |  |  |                                                             |  |
|                                              |                                 | Prudenzia Marescotti Capizzucchi                                                      | Cassandra Sacchetti                                                      |  |  |       |  |  |                                              |  |  |                                                             |  |
| Alessandro Ruspoli, IV principe di Cerveteri |                                 | Prudenzia Marescotti Capizzucchi                                                      |                                                                          |  |  |       |  |  |                                              |  |  |                                                             |  |
|                                              |                                 | Johann Siegmund Friedrich von Khevenhüller-Metsch, II principe di Khevenhüller-Metsch | Johann Joseph von Khevenhüller-Metsch, I principe di Khevenhüller-Metsch |  |  |       |  |  |                                              |  |  |                                                             |  |
|                                              |                                 | Johann Siegmund Friedrich von Khevenhüller-Metsch, II principe di Khevenhüller-Metsch | Johann Joseph von Khevenhüller-Metsch, I principe di Khevenhüller-Metsch |  |  |       |  |  |                                              |  |  |                                                             |  |
|                                              |                                 | Johann Siegmund Friedrich von Khevenhüller-Metsch, II principe di Khevenhüller-Metsch | Karolina Maria Augusta von Metsch                                        |  |  |       |  |  |                                              |  |  |                                                             |  |
| Maria Leopoldina von Khevenhüller-Metsch     |                                 | Johann Siegmund Friedrich von Khevenhüller-Metsch, II principe di Khevenhüller-Metsch |                                                                          |  |  |       |  |  |                                              |  |  |                                                             |  |
|                                              |                                 | Maria Amalia Susanna del Liechtenstein                                                | Emanuele del Liechtenstein                                               |  |  |       |  |  |                                              |  |  |                                                             |  |
|                                              |                                 | Maria Amalia Susanna del Liechtenstein                                                | Emanuele del Liechtenstein                                               |  |  |       |  |  |                                              |  |  |                                                             |  |
|                                              |                                 | Maria Amalia Susanna del Liechtenstein                                                | Maria Anna Antonia di Dietrichstein-Weichselstädt                        |  |  |       |  |  |                                              |  |  |                                                             |  |
| Augusto Ruspoli                              |                                 | Maria Amalia Susanna del Liechtenstein                                                |                                                                          |  |  |       |  |  |                                              |  |  |                                                             |  |
|                                              | Dániel IV Esterházy de Galántha | János Esterházy de Galántha                                                           |                                                                          |  |  |       |  |  |                                              |  |  |                                                             |  |
|                                              | Dániel IV Esterházy de Galántha | János Esterházy de Galántha                                                           |                                                                          |  |  |       |  |  |                                              |  |  |                                                             |  |
|                                              | Dániel IV Esterházy de Galántha | Borbála Berényi de Karancsberény                                                      |                                                                          |  |  |       |  |  |                                              |  |  |                                                             |  |
| János Nepomuk Esterházy de Galántha          | Dániel IV Esterházy de Galántha |                                                                                       |                                                                          |  |  |       |  |  |                                              |  |  |                                                             |  |
|                                              |                                 | Borbála Gyulaffy de Ratoth                                                            | László Gyulaffy de Ratoth                                                |  |  |       |  |  |                                              |  |  |                                                             |  |
|                                              |                                 | Borbála Gyulaffy de Ratoth                                                            | László Gyulaffy de Ratoth                                                |  |  |       |  |  |                                              |  |  |                                                             |  |
|                                              |                                 | Borbála Gyulaffy de Ratoth                                                            | Éva Haller de Hallerkeő                                                  |  |  |       |  |  |                                              |  |  |                                                             |  |
| Marianna Esterházy de Galántha               |                                 | Borbála Gyulaffy de Ratoth                                                            |                                                                          |  |  |       |  |  |                                              |  |  |                                                             |  |
|                                              |                                 | Dénes Bánffy                                                                          | György Bánffy                                                            |  |  |       |  |  |                                              |  |  |                                                             |  |
|                                              |                                 | Dénes Bánffy                                                                          | György Bánffy                                                            |  |  |       |  |  |                                              |  |  |                                                             |  |
|                                              |                                 | Dénes Bánffy                                                                          | Ágnes Thoroczkay                                                         |  |  |       |  |  |                                              |  |  |                                                             |  |
| Agnès Bánffy de Losoncz                      |                                 | Dénes Bánffy                                                                          |                                                                          |  |  |       |  |  |                                              |  |  |                                                             |  |
|                                              |                                 | Ágnes Barcsay                                                                         | …                                                                        |  |  |       |  |  |                                              |  |  |                                                             |  |
|                                              |                                 | Ágnes Barcsay                                                                         | …                                                                        |  |  |       |  |  |                                              |  |  |                                                             |  |
|                                              |                                 | Ágnes Barcsay                                                                         | …                                                                        |  |  |       |  |  |                                              |  |  |                                                             |  |
|                                              |                                 | Ágnes Barcsay                                                                         |                                                                          |  |  |       |  |  |                                              |  |  |                                                             |  |